# Patrick Furet
Pour les articles homonymes, voir Furet (homonymie).

a Compétitions nationales et continentales officielles uniquement.

b Matchs officiels uniquement.
Dernière mise à jour le 4 juin 2019.
Patrick Furet, né le 10 juillet 1973 à Porto-Vecchio, est un joueur français de rugby à XV qui évolue au poste de troisième ligne aile. Il se reconvertit ensuite en tant qu'entraîneur.

## Biographie

### Carrière de joueur

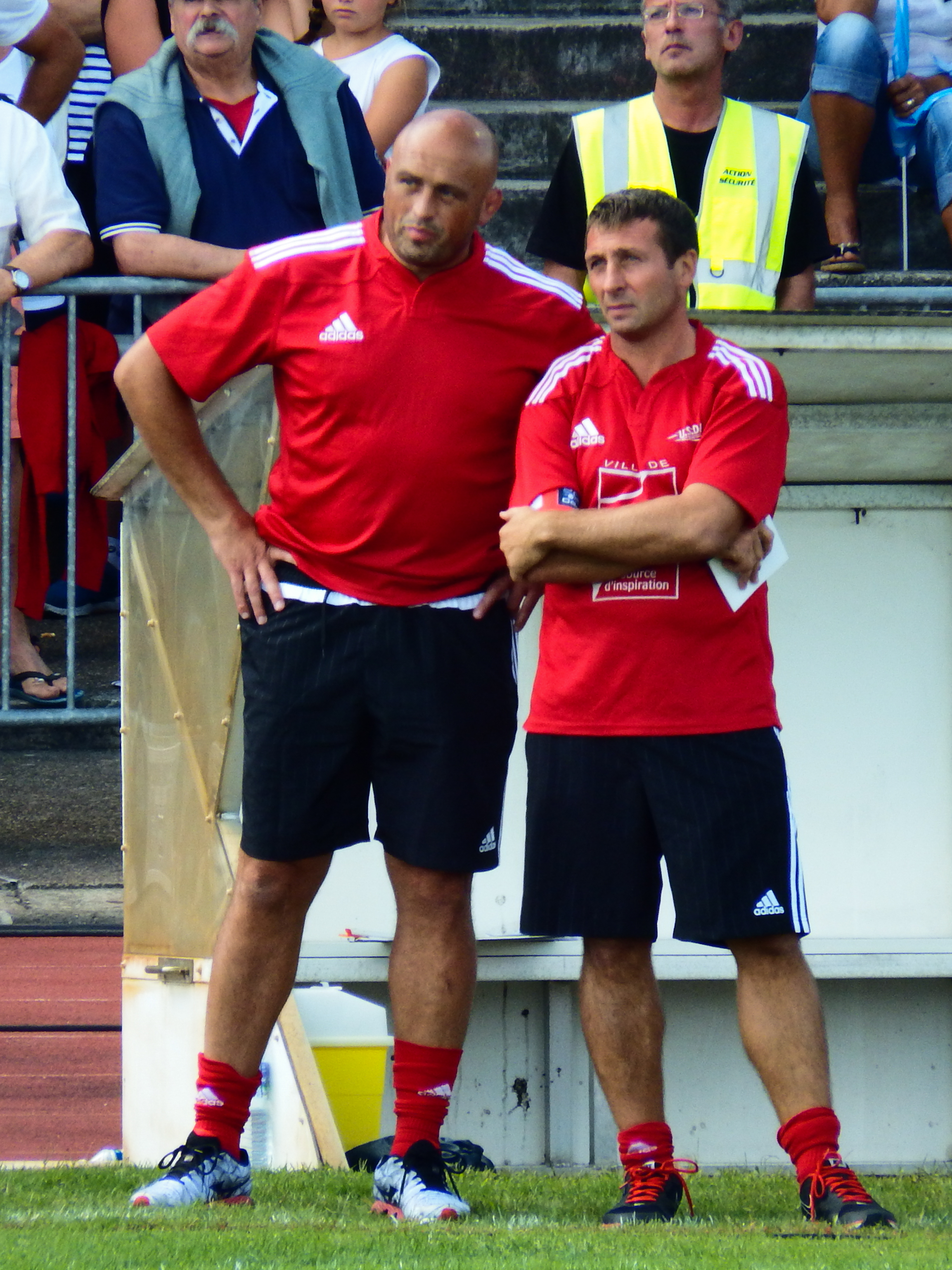
Patrick Furet et Raphaël Saint-André sont les entraîneurs principaux de l'US Dax depuis 2015.

Patrick Furet est né en Corse et passe sa jeunesse à Tarabucceta, près de Figari. Il commence la pratique du rugby à XV à Ajaccio sur les conseils de son père, avant de rejoindre le RRC Nice sur le continent pour son premier contrat professionnel où il découvre l'élite.
Il joue ensuite successivement dans les clubs de l'USA Perpignan de 1998 à 2000,, du RC Narbonne de 2000 à 2002, du Castres olympique de 2002, à 2004[réf. nécessaire] et de la Section paloise de à 2004[réf. nécessaire] à 2006. Après deux dernières saisons avec le Tarbes PR, il prend sa retraite de joueur.
Lors de cette carrière, il prend part en 2003 à la victoire européenne du club tarnais dans le cadre du Bouclier européen. Deux ans plus tard, il s'incline en finale du Challenge européen sous le maillot palois.
Entre-temps, il connaît plusieurs sélections en équipe de France des moins de 21 ans, ainsi qu'une sélection avec les Barbarians français : en mai 2000, il est sélectionné pour jouer contre le pays de Galles au Millennium Stadium de Cardiff. Les Baa-Baas s'inclinent 40 à 33,.

### Reconversion en tant qu'entraîneur
Quelques années après avoir quitté les terrains, Furet se reconvertit plus tard en tant qu'entraîneur et reste dans le monde du rugby ; il prend en charge le CA Lannemezan en 2010, alors relégué en Fédérale 1. Après deux saisons en Bigorre, il rejoint le Stade Rodez pour trois années.
Il signe en juillet 2015 une promesse d'embauche de deux saisons avec l'US Dax, avant de voir sa mission prolongée d'une année supplémentaire le 14 février 2017. Après la relégation du club en Fédérale 1 au terme de la saison 2017-2018, il n'est pas conservé à son poste.
Approché par l'équipe du Biarritz olympique alors en place en vue de la saison 2018-2019, par le manager Gonzalo Quesada et le président Benoît Raynaud, la prise de contact ne prend pas suite alors que l'équipe dirigeante et le staff technique sont remplacés. La saison suivante, il rejoint le Castres olympique, club dans lequel il a évolué en tant que joueur, en tant qu'entraîneur des avants auprès du nouveau manager Mauricio Reggiardo. Il est libéré de sa dernière année de contrat, à sa demande, en 2020.
Patrick Furet fait son retour à l'intersaison 2022 dans la ville de Rodez, auprès du club de Rodez Rugby, évoluant en Fédérale 3, en tant que manager. Lors de la saison 2024-2025, à partir de laquelle il occupe à la fois le rôle de manager et d'entraîneur des avants, le club ruthénois obtient sa promotion en Fédérale 2 ; il prolonge alors sa mission.

## Palmarès
- Bouclier européen :
  - Vainqueur : 2003 avec le Castres olympique.
- Challenge européen :
  - Finaliste : 2005 avec la Section paloise.

## Bilan en tant qu'entraîneur
| Saison    | Club                | Division   | Poste              | Classement                                      | Coupe d'Europe | Challenge européen          |
| --------- | ------------------- | ---------- | ------------------ | ----------------------------------------------- | -------------- | --------------------------- |
| 2010-2011 | CA Lannemezan       | Fédérale 1 | Avants             | 4e de la poule 4, éliminé en huitième de finale | -              | -                           |
| 2011-2012 | CA Lannemezan       | Fédérale 1 | Avants             | 5e de la poule 4                                | -              | -                           |
| 2012-2013 | Stade Rodez Aveyron | Fédérale 1 | Entraîneur en chef | 8e de la poule 2                                | -              | -                           |
| 2013-2014 | Stade Rodez Aveyron | Fédérale 1 | Entraîneur en chef | 3e de la poule 3, éliminé en huitième de finale | -              | -                           |
| 2014-2015 | Stade Rodez Aveyron | Fédérale 1 | Entraîneur en chef | 7e de la poule 3                                | -              | -                           |
| 2015-2016 | US Dax              | Pro D2     | Avants             | 15e                                             | -              | -                           |
| 2016-2017 | US Dax              | Pro D2     | Avants             | 14e                                             | -              | -                           |
| 2017-2018 | US Dax              | Pro D2     | Avants             | 15e                                             | -              | -                           |
| 2019-2020 | Castres olympique   | Top 14     | Avants             | 10e (arrêt du championnat)                      | -              | Qualifié en quart de finale |